# Bad Wiessee
Bad Wiessee är en kommun och kurort vid Tegernsee i Landkreis Miesbach i Regierungsbezirk Oberbayern i förbundslandet Bayern i Tyskland.
I Bad Wiessee utspelades de inledande händelserna under de långa knivarnas natt, 30 juni 1934, då Adolf Hitler och SS fängslade och mördade SA:s ledarskikt.

## Historia
Orten nämns året 1017 med namnet Wesses för första gången i en urkund. I närheten av Wiessee upptäcks 1441 olja. Orten får 1883 anslut till järnvägslinjen mellan München och Gmund. Året 1907 upptäcks vid ett djup av 500 meter petroleum som kan utnyttjas kommersiellt och ett bolag grundas. I kurorten ligger två jod- och svavelhaltiga källor, vilka upptäcktes 1909 vid borrning efter olja. Under ledningen av läkaren Dessauer inrättades 1910 de första badhusen. Sedan 1922 har samhället rättigheten att kalla sig Bad. Två kasinon tillkommer 1957 respektive 1969.

## Byggnadsminnen
Till ortens byggnadsminnesmärken räknas bland annat en central byggnad för jod-svavel-badet (Wandelhalle) som uppfördes mellan 1933 och 1935. I huset ingår även en konsert- och teatersal. Dessutom fyra kapellen, Aueralmkapelle, Quirinskapelle, Hofkapelle samt Gedächtniskapelle, som öppnades omkring 1850, 1828, under senare 1700-talet respektive året 1900. Även några hus som ursprungligen tillhörde bönder och kyrkan Maria Himmelfahrt är byggnadsminnen.